# Окунь, Семён Бенцианович
Семён Бенциа́нович О́кунь (25 июля 1908, Клинцы — 23 февраля 1972, Ленинград) — советский историк. Доктор исторических наук, профессор.

## Биография
Сын зубного врача Бенциона Лейбовича Окуня.
В 1927 году поступил на историческое отделение факультета языка и материальной культуры ЛГУ. Первая научная работа, выполненная под руководством А. К. Дрезена, была посвящена истории революционного движения во флоте. После окончания ЛГУ (1931) работал в Ленинградском отделении Центрального исторического архива, опубликовал ряд статей по истории революционного движения в России. В дальнейшем основной областью его интересов стала история России XVIII—XIX вв.: внутренняя политика, движение декабристов, история освоения Тихоокеанского региона. В 1933 году поступил в аспирантуру Института народов Севера, в 1936 году получил степень кандидата исторических наук. С 1937 году преподавал на историческом факультете ЛГУ (с 1940 — профессор). В 1940 г. защитил докторскую диссертацию «Российско-Американская компания».
В годы Великой Отечественной войны С. Б. Окунь служил в ВМФ лектором политического отдела штаба морской обороны Ленинграда, в 1942—1944 годах был профессором Военно-политической академии им. В. И. Ленина.
После войны возвращается к преподавательской работе на историческом факультете, где проработал до конца жизни. Читал общий курс истории СССР (конца XVIII — первой половины XIX вв.). Курс лекций был напечатан в 1948 г. и переиздан после смерти автора. На основе лекций были изданы два тома «Очерков истории СССР». Яркие лекции Окуня привлекали не только студентов, но и посторонних слушателей.
С. Б. Окунь был одним из авторов «Истории Ленинградского университета», вышедшей к 150-летию вуза. В последние годы он работал над монографией, посвящённой политической истории России в период правления Павла I.
Под руководством Окуня подготовлено более 50 кандидатских диссертаций, в 1972 г. шесть его учеников имели степень доктора исторических наук.
В 1995—1997 годах в Санкт-Петербурге прошли три научные конференции «Мартовские чтения памяти С. Б. Окуня в Михайловском замке».

Памятник на могиле

Похоронен на Комаровском кладбище СПб. Могила является памятником культурно-исторического наследия.

## Основные труды
- Восстание на крейсере «Память Азова» в 1906 г. // Красная летопись. 1930. № 6 (39). С. 65-95.
- Очерки по истории колониальной политики царизма в Камчатском крае. Л. : Соцэкгиз, 1935. 149, [2] с.: ил.
- К истории продажи русских колоний в Америке // Исторические записки. 1938. Т. 2. С. 209—239.
- Российско-американская компания: исторический очерк. Архивная копия от 22 июля 2019 на Wayback Machine — М.; Л.: Гос. соц.-экон. изд-во, 1939. — 258 с.: ил.
- Очерки истории СССР : Конец XVIII — первая четверть XIX в. Л. : Учпедгиз, 1956. 416 с.
- Очерки истории СССР : Вторая четверть XIX в. Л. : Учпедгиз, 1957. 431 с.
- Декабрист М. С. Лунин. Л. : Изд-во Ленингр. ун-та, 1962. 279 с., [1] л. портр. (2-е изд.: 1985)
- Историзм Ю. Н. Тынянова // Вопросы истории. 1966. № 8. С. 35-46.
- Движение декабристов в советской исторической литературе // Советская историография классовой борьбы и революционного движения в России. Л., 1967. С. 83-106.
- Существует ли «Тайна Фёдора Кузьмича»? // Вопросы истории. 1967. № 1. С. 191—197.
- Историзм О. Д. Форш // Вопросы истории. 1968. № 3. С. 58-65.
- Основание Санкт-Петербургского университета и начальный период его деятельности (1819—1855) // История Ленинградского университета, 1819—1969. Л., 1969. С. 11-62.
- Окунь С. Б. Декабристы. — М.: Воениздат, 1972. — 104 с. — (Героическое прошлое нашей Родины).
- История СССР : (Лекции). — Л. : Изд-во Ленингр. ун-та, 1974—1978.

Ч. 1 : Конец XVIII — начало XIX века. — 1974. — 222 с.
Ч. 2 : 1812—1825 гг. — 1978. — 232 с.
- Борьба за власть после дворцового переворота 1801 г. // Вопросы истории России XIX — начала XX века. — Л., 1983. — С. 3-15.